# Consulat de la mer

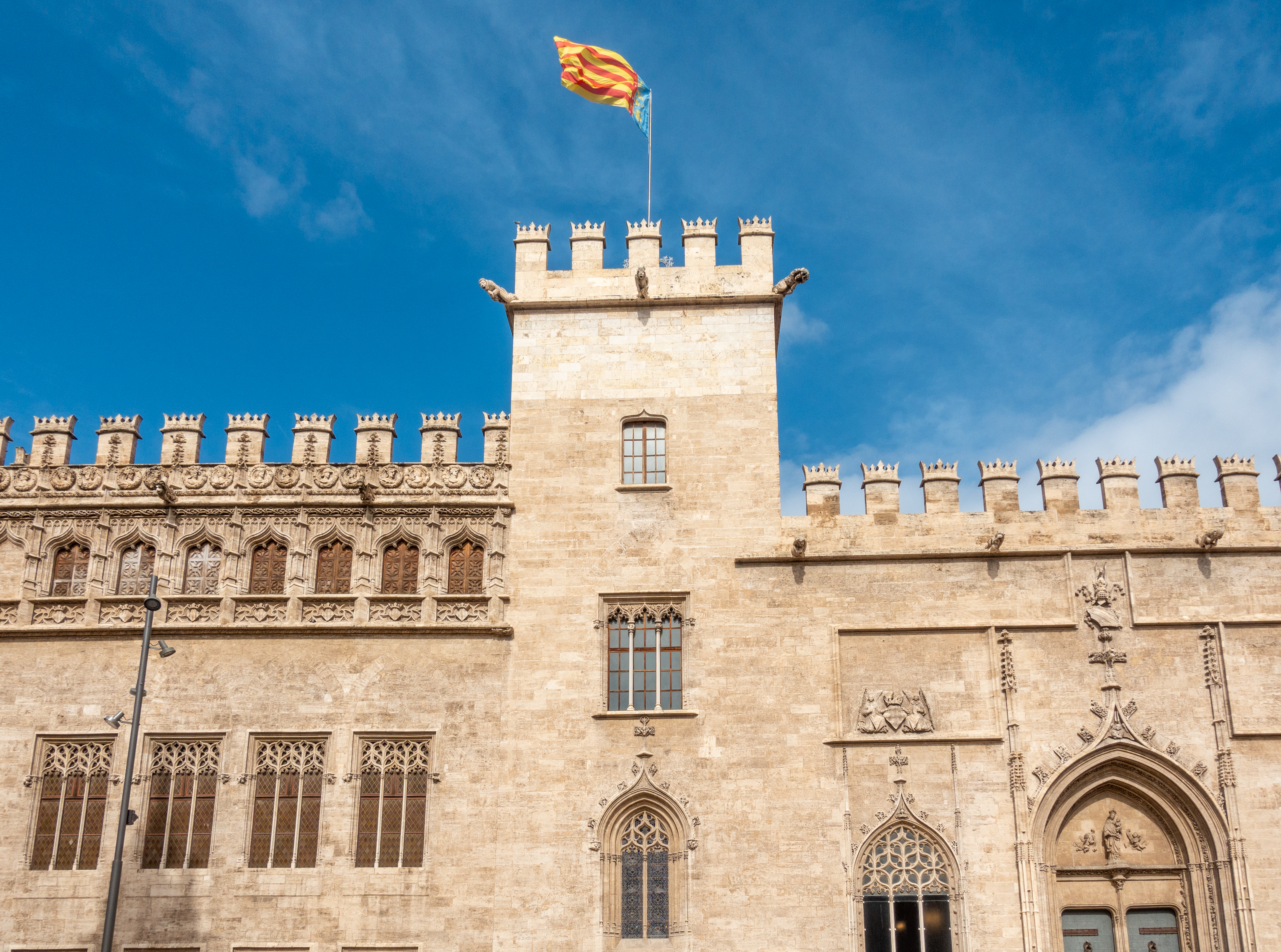
Loge de la soie, à Valence, siège à partir de 1498.

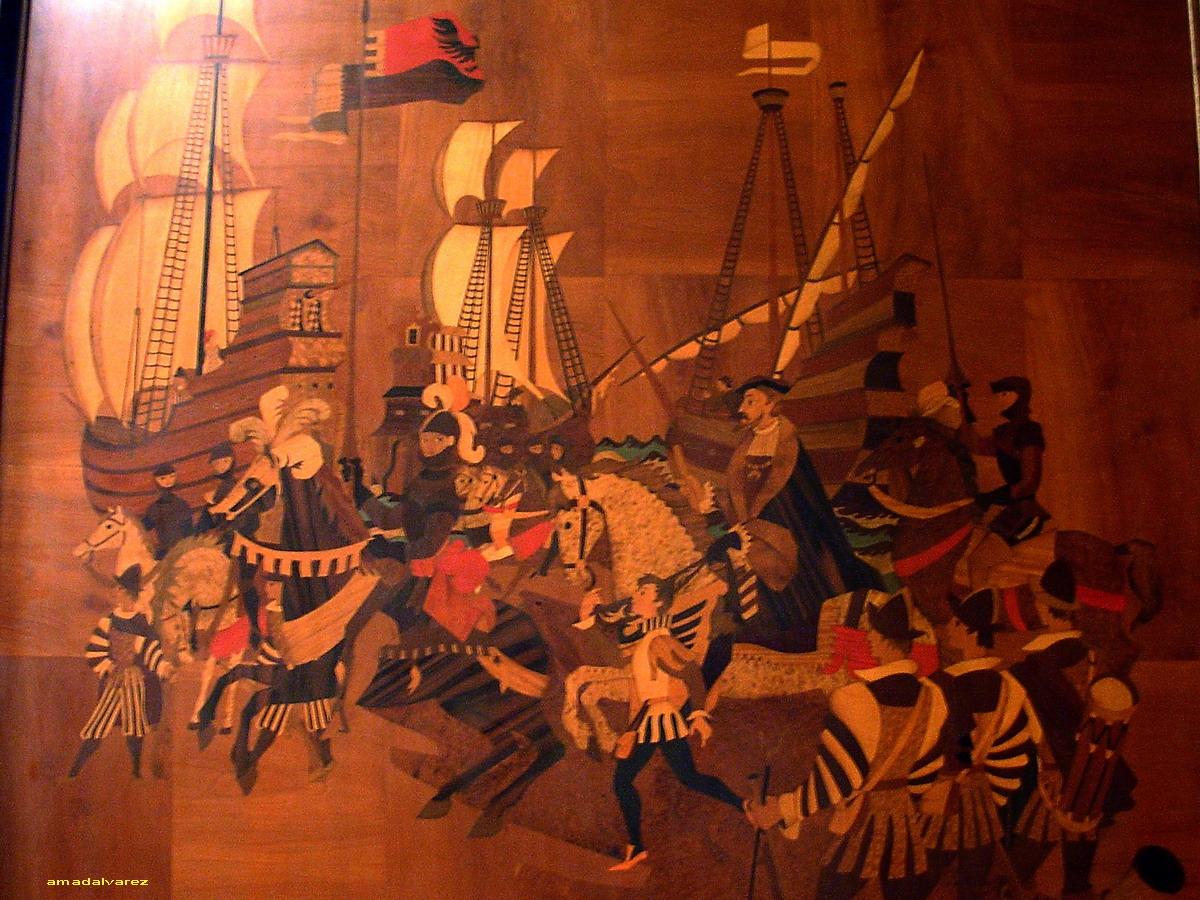
Marqueterie de la salle du Consulat de la Mer de la Maison de la ville (Barcelone).

Le Consulat de la mer (en catalan Consolat de Mar) était l’organisme chargé du droit maritime catalan dans la couronne d'Aragon et dans ses zones d'influence. Il permettait de résoudre les conflits maritimes et commerciaux et d’exercer une juridiction pénale. La compétence était exercée par deux consuls de la mer et un juge d’appel, indépendants du gouvernement établi. Ce Consulat de mer évolua en code juridique dont les racines remontent à la Carte consulaire de Barcelone (1258) sur la base des coutumes et commerciales traditionnelles barcelonaises. Les normes juridiques qui régulaient le droit maritime catalan furent appliquée dans toute la Méditerranée, tant pour le droit marchand que pour la navigation. Il atteignit les côtes atlantiques où il se convertit en droit international. Le Consulat de la mer naquit à l’époque connue sous le nom de « ius mercatorum ». Le « droit des marchands » régulait les relations entre les commerçants de l’époque. Ces commerçants, au sein d’une société féodale, agraire et rurale, se trouvaient dans les villes dont Barcelone. L’ius mercatorum est à la racine du droit marchand contemporain. Il s’agissait d’un droit corporatif : conçu par les commerçants pour les commerçants, il fallait s’inscrire sur un registre corporatif pour pouvoir le mettre en application. C’était en parallèle une application autonome qui posséda rapidement ses propres juridictions pour gérer cet ius mercatorum : les consulats de mer de Barcelone, Palma, Perpignan, Valence.

## Antécédents

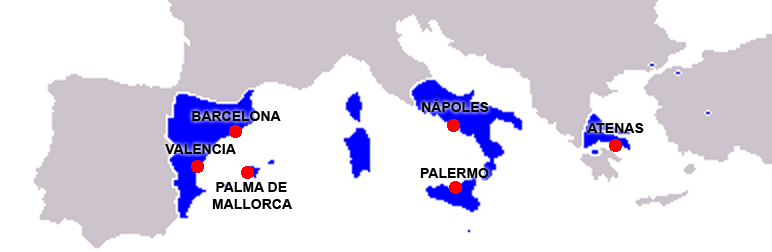
Possessions et ports principaux de la Couronne d'Aragon en Méditerranée.

Au Xe siècle, la tradition séculaire commerciale et maritime de Catalogne se développa en une expansion sur l’ensemble de la Méditerranée et jusqu’aux bords de l’océan atlantique, créant un grand nombre de routes maritimes qui partaient de Barcelone et desservant la plupart des ports connus au XIIIe siècle. Cinq de ces routes étaient très importantes :
- La route vers le Nord de l’Afrique (Tunis, Alger, Tripoli…) pour le transport de l’or et des esclaves ;
- La route des îles (Majorque, Sicile, Sardaigne…) pour le blé et le sel ;
- La route de Byzance (jusqu’à Constantinople) pour le coton, les épices et les esclaves ;
- La route d’outre-mer (Chypre, Tyr, Damas, Alexandrie…) était la voie principale des épices ;
- La route d’occident (Jusqu’à Bruges) par où était distribuées les produits orientaux à toute l’Europe.

Ces activités si complexes avec autant d’intérêts commerciaux firent croître les organes de régulation, de défense et de résolution des litiges, des groupements commerciaux, des armateurs pour la défense du port et des quais, jusqu’au droit des marchandises, des navires, des routes, des ports, des soldes des marins, des assurances, des naufrages… ensemble dont l’objectif était d’assurer le transit des navires par les routes commerciales fréquentées par des pirates sarrasins, et des corsaires génois et vénitiens.

## Sièges des Consulats de la Mer

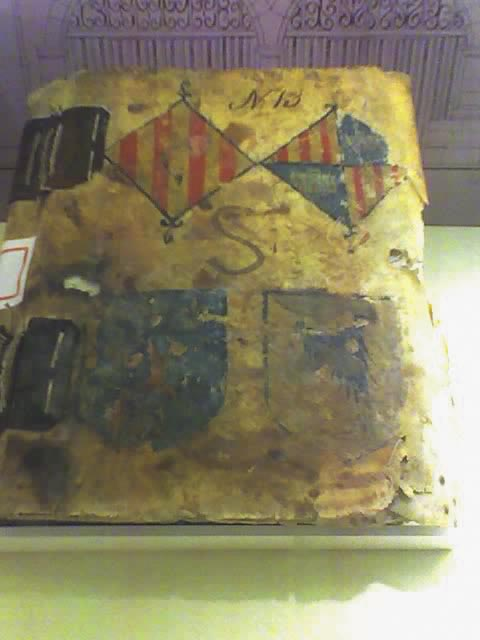
Llibre del Consolat de Mar du XIVe siècle avec quatre blasons sur la couverture. De gauche à droite : en haut, Catalogne, Majorque ; en bas, couronne d'Aragon et Sicile,.

### Couronne d'Aragon
- 1260/1282 : création du consulat de la mer de Barcelone.
- 1283 : Pierre le Grand autorise l’installation d’un consulat de la mer à Valence.
- 1326 : Jacques III de Majorque autorise l’installation d’un consulat de la mer à Palma de Majorque.
- 1363 : Fondation du Consulat de la mer à Tortosa.
- 1385 : Fondation du Consulat de la mer à Girone.
- 1388 : Jean Ier d'Aragon autorise la fondation du consulat de la mer à Perpignan.
- 1443 : Fondation du Consulat de la mer à Sant Feliu de Guíxols.

### Hors de la couronne d'Aragon
- 1463 : Fondation du Consulat de la mer à Montpellier.
- 1474 : Fondation du Consulat de la mer à Marseille.
- 1511 : Fondation du Consulat de la mer à Bilbao.
- 1543 : Fondation du Consulat de la mer à Séville.
- 1682 : Fondation du Consulat de la mer à Saint-Sébastien.

## Source du droit
Les sources d'inspiration normatives qui articulèrent le droit mercantile maritime eurent quatre bases :

### La coutume
L’ensemble des usages qui régissaient l’activité quotidienne des marchands constituèrent la première source de droit maritime. Ces us avaient été conservés tout au long de l’histoire, fruit de maintien de la tradition et des coutumes, non comme source figée, mais qui avait évolué au fil des générations. Les premières traces de ces usages remontaient à l’arrivée de marchands d’autres civilisation, phéniciens, grec, et romains sur les côtes occidentales de la Méditerranée (Empúries par exemple). Certaines de ces coutumes avaient déjà été recueillies dans les Corpus juris civilis de Justinien Ier, et dans une moindre mesure dans le  Liber Iudiciorum, corps législatif wisigoth du VIe siècle.

### Résolutions judiciaires et décisions d’arbitrages
Tant les résolutions judiciaires que les décisions arbitrages des institutions gérant le droit mercantile maritime étaient considérés comme le facteur le plus important de l’évolution des coutumes précédemment signalées. Tant les consuls de la mer comme les autres responsables relevant du consulat agissaient au travers d’une jurisprudence qui était le mécanisme de la transformation du droit maritime.

### Dispositions normatives
Les dispositions normatives supposaient l’acceptation d’un droit étranger par les consulats de la mer. Cependant, ce cas se présenta très rarement. Les conflits entre juridictions surgissaient avec la promulgation de privilèges et ordinations de la part des monarques, en particulier à Barcelone. D’autres problèmes surgissaient lorsqu’une confrérie ou l’un des consulats de la mer faisait entrer en vigueur une loi nouvelle, quelle qu’en soit l’origine (procès, sentence, délibération, accords, comptes…) et qui altérait l’harmonie de la législation maritime.

### Droit statutaire
Les statuts législatifs dont disposaient certaines villes italiennes supposaient un autre risque juridique. À mesure que s’étendirent les consulats de la mer, augmentaient les risques d’incompatibilité avec d’autres droits. Ce fut notamment le cas des ports de Trani, Amalfi, Pise, Venise, Gênes et Ancône qui disposaient de codes législatifs créés entre le XIe et XIVe siècles et qui finirent par être reconnus sur toute la Méditerranée.

## Compilations
Au milieu du XIIIe siècle surgirent les premiers indices stabilisation des sources écrites. Ce phénomène suivit un processus d’incorporation de normes et lois en un recueil qui finit par la publication du Llibre del Consolat de Mar (Livre du consulat de la mer) en 1484.

### Ordinacions de la Ribera
Apparu à Barcelone en 1258, ce livre est considéré comme l’une des premières expressions écrites du droit mercantile maritime. Il apparut comme un don de Jacques Ier d'Aragon à l’université de la Ribera, groupée en 25 chapitres. De cette façon, le monarque reconnut l’existence de l’université des Dirigeants de la Ribera comme une confrérie de navigants, stipulant leur organisation interne et leurs fonctions, ainsi que les régulations maritimes qui devaient être actées. Les dispositions les plus notables furent le pouvoir donné à deux consuls, le droit de lever un impôt propre à la confédération, les droits et devoirs de l’équipage.

### Llibre del Consolat de Mar
El Llibre del Consolat de Mar (livre du consulat de la mer), apparut probablement à Barcelone en 1370. C’est le principal ouvrage de droit maritime commun à la Méditerranée. Il est le fruit de la codification de nombreuses sources, et spécialement de la mise à jour de textes antérieurs de même objectif. Il se base entre autres sur les Costums de la Mar. Ce second ouvrage est considéré comme une compilation d’usages et coutumes marchandes de méditerranéens rédigées durant la deuxième moitié du XIIIe siècle et qui fut exploité comme brouillon par le premier qui réorganise et développe les textes de son prédécesseur. Ce livre fut la pierre angulaire du droit maritime de la couronne d’Aragon durant ses six siècles d’existence (1260-1829) et fut traduit dans de nombreuses langues : espagnol, français, italien, allemand, néerlandais et anglais.

### Costums de Tortosa
Les Costums de Tortosa (coutumes de Tortosa), apparurent dans la région de l'Èbre en 1279. Elles contiennent une partie du droit marchand applicable à cette zone fluviale. Leurs dispositions pouvaient générer des conflits avec le Llibre del Consolat de Mar, mais contre toute attente, la cohabitation de ces deux ordres juridiques fut suffisamment bonne pour que les « coutumes » finissent par former une partie fondamentale de l’ordre maritime général dans la structure du Livre du Consulat de la mer.

## Conséquences

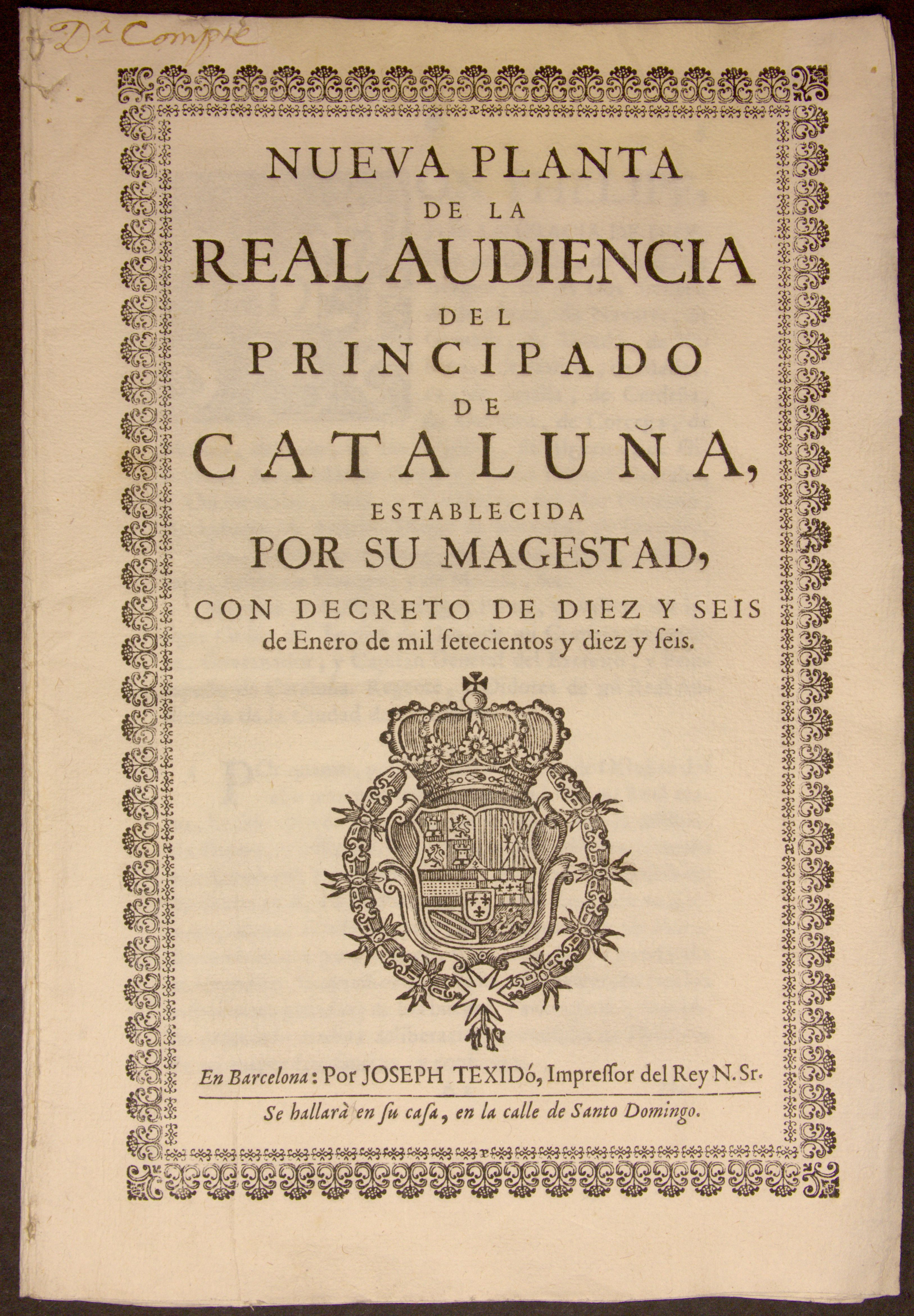
Le décret de Nueva Planta, interdit l’usage de la langue catalane pour l’administration de la justice et le gouvernement de Catalogne.

L'expansion et la suprématie du commerce catalan médiéval, avec ses Consulats de la mer autour de l’Europe, eut pour conséquence que le droit maritime catalan transcendât les frontières politiques sur toute la Méditerranée et sur la partie orientale de l’océan atlantique. Le code juridique élaboré sur les bases des coutumes juridiques de Barcelone fut compilé entre 1260 et 1270 et atteignit sa version définitive en 1350. Avec l’arrivée de l’imprimerie il fut imprimé pour la première fois à Valence en 1484. Écrit à l’origine en catalan, le livre du Consulat de la mer fut traduit en italien, français, anglais, castillan et en d’autres langues, avant d’être converti en la base de la législation marchande de nombreux pays européens jusque dans les temps modernes. Avec les décrets de Nueva Planta (1707-1716), les consulats de la mer catalans furent supprimés, à l’exception de ceux de Majorque et Barcelone. Ce second ne pouvait cependant pas fonctionner normalement à cause de l’ajout par la monarchie espagnole d’alors de lois propres et contredisant le reste du corpus (Voir le chapitre 13 du livre). Le Livre du Consulat de la mer fut en vigueur à Barcelone jusqu’en 1829 avant d’être remplacé par le code de commerce espagnol inspiré de la législation française. Le livre du Consulat de la mer est considéré comme l’un des apports majeurs catalans à la civilisation occidentale et au droit international.